# U.S. Route 12 (Illinois)
La U.S. Route 12 o Ruta Federal 12 (abreviada US 12) es una autopista federal ubicada en el estado de Illinois. La autopista inicia en el oeste desde la US 12  hacia el este en la US 12  , US 20 , US 41 . La autopista tiene una longitud de 137 km (85.14 mi).

## Mantenimiento
Al igual que las carreteras estatales, las carreteras interestatales, y el resto de rutas federales, la U.S. Route 12 es administrada y mantenida por el Departamento de Transporte de Illinois por sus siglas en inglés IDOT.

## Cruces
La U.S. Route 12 es atravesada principalmente por la  I 190  I 290  I 55  I 94 .